# Ян Вронський
Ян Вронський (помер в 1648) — шляхтич з Польщі, ротмістр двірцевої хоругви полоцького воєводи Януша Кишки, а також воєвода Сіверський.
Учасник Смоленської війни, що тривала на початку XVII століття, не раз стикався з нещастям та труднощами. Наприкінці грудня 1632 року він отримав поранення й потрапив у полон до московитів. У той час, коли його доля була в руках ворога, його родина продовжувала жити в умовах невизначеності.
Він був одружений із вдовою Гавриїла Левшина, на ім'я Олена, що походила з роду Манькевичів. У подружжя були двоє синів: Петро та Федір, які, сподівався батько, могли б продовжити рід і зберегти пам'ять про їхні здібності та звитяги.
За службу, мужність і хоробрість 1636 року польський король Владислав IV подарував йому, з дружиною його Оленою, оселений маєток у с. Юхнове Новгород-Сіверського повіту.
Був убитий у червні 1648 року, в місті Новгород-Сіверський, біля соборної Воскресенської церкви, під час повстання Хмельницького.